# 有馬晴信
有馬晴信（日语：／ Arima Harunobu，1567年—1612年），16世紀末至17世紀初日本肥前有馬氏當主、島原藩初代藩主、吉利支丹大名。洗禮名玻罗大削（葡萄牙語：Protásio）。

## 生平
有馬晴信是有馬義貞次子，也是有馬義純的弟弟。1571年繼承兄長的家督之位。此時有馬氏受到西鄉純堯、深堀純賢二兄弟的壓迫，而二兄弟的後臺則是龍造寺隆信。他與島津義久聯合，在1584年的沖田畷之戰殺死隆信，穩固了有馬氏。
有馬晴信原本對基督教持反對態度，1580年接受范禮安神父的洗禮，取名玻罗大削。此後轉而支持基督教活動。1582年，與大友宗麟、大村純忠一起派遣天正遣歐少年使節。由於出身於九州肥前國的關係，在肥前國於十六、十七世紀之交成為日本與海外交通的重要門戶之後，也擁有優於其他地區的雄厚海洋貿易實力。
1587年，豐臣秀吉進行九州征伐的時候，有馬晴信與島津氏斷絕了關係，投靠豐臣氏。豐臣秀吉下達伴天連追放令後，他仍保護了不少基督徒。
後來，有馬晴信跟隨小西行長，參加了萬曆朝鮮之役。1600年關原之戰中支持西軍，但他並沒有參戰，在得知西軍戰敗之後轉而支持東軍，並攻擊小西行長的居城宇土城，成功保住了領地。
德川家康掌權之後，有馬晴信成為島原藩第一代藩主。他繼續利用日本官方特許的朱印船往來台灣、呂宋、澳門、占城、交趾、暹羅等地從事船運貿易，並成為鉅富，在日本戰國時代的對外關係中，扮演重要的角色。
1609年，德川家康任命有馬晴信前往台灣探勘地形，並囑意佔領台灣港口，以建立對明貿易的據點。該次行動雖頗為順利，也俘擄了台灣原住民數人回日本，不過也在侵掠過程中，與西班牙及葡萄牙在台勢力產生衝突。1610年，他挾怨焚燬葡萄牙停泊於日本的船隻，是為慈悲聖母號事件。他試圖以此向幕府邀功，並向老中本多正纯的家臣冈本大八行賄，希望恢復有馬氏之前的藤津、杵島、彼杵三郡（這三郡當時已歸鍋島氏所領）。此事被德川家康知道後，將岡本大八處以火刑，晴信流放甲斐国初鹿野（岡本大八事件）。後來晴信是吉利支丹、並且庇護天主教教徒等事被揭發，1612年德川家康令其自殺。由於他是基督徒，不能自殺，遂令家臣介錯。
其子直纯娶了德川家康的养女因而免过一死，在晴信被放逐后继承家督。

## 外部連結
- 大航海時代、有馬晴信與臺灣